# نودار محمدوف
نودار محمدوف (ترکی آذربایجانی: Nodar Məmmədov؛ زادهٔ ۳ ژوئن ۱۹۸۸) بازیکن فوتبال اهل جمهوری آذربایجان است.
از باشگاه‌هایی که در آن بازی کرده‌است می‌توان به باشگاه فوتبال قبله، باشگاه فوتبال خزر لنکران، باشگاه فوتبال روان باکو، باشگاه فوتبال قره‌باغ، باشگاه فوتبال سومقاییت، و باشگاه فوتبال شاه‌داغ قوسار اشاره کرد.
وی همچنین در تیم‌های ملی فوتبال زیر ۲۱ سال جمهوری آذربایجان و جمهوری آذربایجان بازی کرده‌است.